# ジリ・ヴァンソン
ジリ・ヴァンソン（Giry Vincent, 1979年12月9日 - ）は、フランス・ドルドーニュ県ヌヴィック出身の俳優・タレント・コメンテーター・リポーター。2022年6月までにはBreathに所属していたが、2022年7月より業務提携に変わり、主にフリーランスで活動。その他、声優・ナレーター活動に関してはアトミックモンキー（声の預かり）、沖縄での活動に関してはFECオフィス（業務提携）。血液型A型。身長176cm。

## 経歴
高校卒業後、フランスの大学（Université Michel de Montaigne Bordeaux III・ボルドー）の日本語学科に進み、学士取得後、獨協大学に留学する（2000年）。留学中に雑誌やスチール等のモデルの経験を元に、日本での俳優活動を決める。母国語の他に日本語、英語、中国語、ドイツ語を話す。
2008年1月4日（金）、5日（土）に放送された「のだめカンタービレ 新春スペシャル in ヨーロッパ」に、若き天才指揮者ジャン・ドナデュウ役として出演し、同じ2008年の4月からのNHK教育テレビ「テレビでフランス語」のプレゼンターとして出演する。
2009年、ハーレクインの日本創刊30周年記念として行なわれた「ミスター・ハーレクイン・コンテスト」にて、ロイヤル部門のトップに選ばれた。
2016年4月より沖縄テレビ放送（OTV）にてレギュラー番組「OKINAWA MONDE W・ALKER」のメインプレゼンターを務め、2017年沖縄テレビローカル番組総選挙にて第1位にも選ばれる。以降全国と沖縄ローカルの両面で活動する。(2022年6月放送終了)

## 人物・エピソード
- 2011年3月に発生した東日本大震災を受け、翌4月に「ジリ・ヴァンソン＆Friends 東日本大震災チャリティライブイベント」を株式会社ハーレクインと共同開催。東北地方の復興を祈願し、イベントの売り上げならびに株式会社ハーレクインによる寄付を合わせ、計1,000,000円を国際協力NGOワールド・ビジョン・ジャパンへ寄付した。[2]
- 2019年、Twitterで「あのさー、島国なのはわかるよ、わかるけどさ、ホテル予約サイトのコメント欄に『外国人が多かった』ことをマイナス評価として書いてる人(多くてびっくり)、いい加減、そういう発言が先進国では『人種差別』になることに気付いて。それを踏まえた上で先進国であることを諦めても良いなら別に良いが」とコメントした。 島国である日本人が持つ差別意識について言及したことで賛同や称賛の声が多く寄せられたが、島国という出自でレッテルを貼る行為こそ差別ではないかという批判の声も上がった。後に言葉選びを間違ったと謝罪したが、その前に「笑、しょうがない、ネットウヨに絡まれたもの。ｗｗｗ」とツイートしていたため「いまさら何を言っても…」という声も寄せられた。[3]

## 主な出演作品

### 映画
- スパイ・ゾルゲ（2003年）
- 踊る大捜査線 THE MOVIE 2 レインボーブリッジを封鎖せよ!（2003年） - カジノの客 役(ノンクレジット)
- この世の外へ クラブ進駐軍　（2004年）
- 下妻物語　（2004年）
- Jam Films S / NEW HORIZON　（2005年）
- 亀は意外と速く泳ぐ　（2005年）
- マリオネット（2007年） - 男 役※主演
- フィッシュストーリー（2009年）
- 弁天通りの人々（2009年）
- 街灯りの向こうに（2009年）
- のだめカンタービレ 最終楽章 前編（2009年） - ジャン・ドナデュウ 役
- SAKURA SAKURA（2010年）
- 宇宙兄弟（2012年5月5日公開、東宝） - ダミアン 役
- 謎解きはディナーのあとで（2013年） - ディカプリオ 役
- 紅い襷〜富岡製糸場物語（2017年、NHKエンタープライズ、群馬県富岡市  足立内仁章 監督）  - ポール・ブリューナ 役

### テレビドラマ
- ホーム&アウェイ 第4話（2002年、フジテレビ）
- ケータイ刑事 銭形愛 第5話「消えた凶器の謎 〜チューボーですよ!殺人事件〜」（2002年11月3日、BS-i）
- やんパパ 第9話（2002年、TBS）
- 伝説のマダム 第8話・第11話（2003年、日本テレビ） - ゲスト
- ドラマW コスメティック（2003年、WOWOW）
- ケータイ刑事 銭形泪 第11話（2004年、BS-i）
- 菊次郎とさき 第6話（2007年、テレビ朝日）
- ドラマ30 お・ばんざい! 全40話（2007年、毎日放送・TBS） - ピエール 役
- ファースト・キス 第11話（2007年、フジテレビ）
- のだめカンタービレ 新春スペシャル in ヨーロッパ（2008年、フジテレビ） - ジャン・ドナデュウ 役
- スミレ16歳!! 第5話-12話（2008年、BSフジ） - レックス・ベゴニア 役
- 33分探偵 第3話（2008年、フジテレビ） - 探偵事務所に「富士で染み込んでハワイで沸いた水」を売りにきた男 - ゲスト
- 宇宙犬作戦 episode 00,02,03.10（2010年、テレビ東京） - 星団警察のシバ巡査 役
- Dr.伊良部一郎 第6話（2011年、テレビ朝日） - 高野 役
- デカワンコ 第9話（2011年3月、日本テレビ） - 一子が妄想する ミハイル・フォン・アルト・オッペンバウアー・ゾーン 役
- 日本のヴァイオリン王〜名古屋が生んだ世界のマエストロ 鈴木政吉物語〜（2016年2月14日、東海テレビ） - ディットリヒ 役
- 琉球トラウマナイト レジェンド2018 「炙煩」（OTV / 主演)
- 執事 西園寺の名推理 第1話（2018年、テレビ東京） - ピエール・パパン 役

### 配信ドラマ
- MAGI 天正遣欧少年使節（2019年1月17日配信、Amazonビデオ） - ルイス・フロイス 役[4]

### その他のテレビ番組
- 金曜たぶろっど! （チバテレビ / 映画コメンテーター）
- Weekend Japanology / OUT&ABOUT （NHKワールドTV / レポーター）
- テレビでフランス語 （NHK教育テレビ / 2008年度上期・2009年度下期 / プレゼンター）
- フランス語会話 （NHK教育テレビ / 2006年度 / Avec Anandaのナレーション）
- とっておき Aニュース （CSアニマックス / キャスター）
- 5時に夢中! （TOKYO MX / 2008年12月16日-2010年3月29日）
- ありがとッ!　(tvk / 2014年4月～ / 金曜レギュラー)
- ニッポン戦後サブカルチャー史（2014年8月8日・15日・22日・29日、NHK Eテレ） コメンテーター
- 報道ライブ21 INsideOUT（日本BS放送 BS11）ゲストコメンテーター
- 歴史秘話ヒストリア（NHK総合/ザビエル 戦国を行く～知られざるニッポン ３万キロの旅～/フランシスコ・ザビエル役）
- 歴史秘話ヒストリア（NHK総合/日本人と山/アーネスト・サトウ役）
- 歴史秘話ヒストリア（NHK総合/サムライとフランス軍人　幕末ラストミッション/ジュール・ブリュネ役）
- Okinawa Monde W・Alker（OTV / プレゼンター)

### CM
- JT / 「JTな男／多事業展開」篇
- 沖縄県保健医療福祉事業団「健康づくり普及」TVCM及びポスター（メイン）
- 照屋漆器店 TVCM（メイン）
- ローソン沖縄「成城石井シリーズ2019」TVCM（メイン）

### ラジオ番組
- J-WAVE GOOD MORNING TOKYO / NISSAN "MORNING EXPRESS"（コミュニケーター）
- フランス語講座（NHKラジオ第二／2007年4月-9月 / スキット出演：Julien役）
- ラジオエルメス（2019 / メインMC）

### ゲーム
- メタルギアソリッドV ファントムペイン （2015年、イーライ役 / モーションキャプチャ）

### PV
- 一十三十一 「粉雪のシュプール」
- GReeeeN 「扉」